# 曹華
曹 華（そう か、755年 - 823年）は、唐代の軍人。本貫は宋州楚丘県。

## 経歴
宣武軍に仕えて牙校となった。貞元末年、淮西の呉少誠が反乱を起こすと、曹華は宣武軍に勇猛果断で知略があるとみなされていたことから、襄城戍将として任用された。蔡州の反乱軍が襄城を攻撃すると、曹華はしばしばこれを破り、徳宗に旗甲を賜った。元和9年（814年）、功により寧州刺史に任じられた。赴任しないうちに呉元済が反乱を起こすと、朝廷は河陽三城懐州節度使の烏重胤に反乱鎮圧を命じた。曹華は烏重胤に行営節度副使として求められた。前後数十戦して、反乱軍を青陵城で破った。呉元済の乱が鎮圧されると、曹華は棣州刺史に任じられ、陳留郡王に封じられた。棣州は南方に鄆州と隣接しており、たびたび鄆州の軍の侵入があったため、曹華は反乱兵のうち強力な者を招募して軍兵を補い、要路に分拠させた。その後、曹華は反乱軍をみな撃退したので、鄆州の人は北方の棣州に侵入してこなくなった。元和14年（819年）、淄青節度使の李師道が殺害されると、所管の12州が分割されて3節度使が置かれた。沂海兗密都団練観察等使の王遂が牙将の王弁に殺害されると、曹華はその後任として左散騎常侍・沂州刺史・沂海兗密都団練観察等使に任じられた。元和15年（820年）、観察使のまま、兗州刺史に転じた。
長慶元年（821年）、鎮州で兵乱が起こり、田弘正が殺害されると、曹華は兗州の軍を率いて討伐したいと上表し、検校工部尚書を加えられた。長慶2年（822年）、沂海兗密節度使に任じられた。李㝏が汴州で反乱を起こすと、曹華は命が下るのを待たず討伐に向かった。李㝏は兵3000人を派遣して宋州を奪取しようとしたが、曹華は迎撃してこれを破った。このため宋州と亳州は李㝏の乱に加担しなかった。李㝏の乱が鎮圧されると、曹華は功により検校尚書右僕射を加えられた。王廷湊が成徳軍で自立して朝廷の命にさからうと、曹華はこれを抑えるため、滑州刺史・義成軍節度使に転じた。長慶3年（823年）7月、滑州で死去した。享年は69。司空の位を追贈された。

## 伝記資料
- 『旧唐書』巻162 列伝第112
- 『新唐書』巻171 列伝第96